# Be Kind Rewind
Be Kind Rewind (Rebobine, por favor no Brasil) é um filme de 2008 dirigido e escrito por Michel Gondry. O filme foi lançado primeiramente no Sundance Film Festival, no dia 20 de janeiro de 2008. No dia 22 de fevereiro foi oficialmente lançado nos Estados Unidos, tendo sido lançado em 17 de outubro do mesmo ano no Brasil.

## Sinopse
Jerry (Jack Black) trabalha num ferro-velho e tem muitas dores de cabeça. Ele acha que isso é por causa da rede elétrica que passa ali. Seu plano para sabotar as instalações elétricas dá errado e, para piorar, seu cérebro fica magnetizado. Isso faz com que ele destrua todos os filmes disponíveis na locadora de seu amigo (Mos Def). Para satisfazer a cliente mais leal da loja, uma senhora idosa, Jerry e o amigo contam com a ajuda da população da cidade e recriam as principais cenas e diálogos de filmes como "O Rei Leão", "Rush Hour", "Ghostbusters", "Quando Éramos Reis", "De Volta para o Futuro", "Conduzindo Miss Daisy" e "Robocop", entre muitos outros. A dupla então se torna as maiores estrelas da vizinhança.

## Elenco
| Ator            | Personagem     |
| --------------- | -------------- |
| Jack Black      | Jerry Gerber   |
| Mos Def         | Mike           |
| Danny Glover    | Elroy Fletcher |
| Mia Farrow      | Miss Falewicz  |
| Melonie Diaz    | Alma           |
| Irv Gooch       | Wilson         |
| Chandler Parker | Craig          |
| Arjay Smith     | Manny          |
| Quinton Aaron   | Q              |
| Gio Perez       | Randy          |
| Basia Rosas     | Andrea         |
| Tomasz Soltys   | Carl           |